# Алфред Брем
Алфред Едмунд Брем (Рентендорф, 2. фебруар 1829 — Рентендорф, 11. новембар 1884) је био немачки зоолог и писац и син орнитолога Кристијана Лудвига Брема. Преко наслова књиге Бремов живот животиња, његово презиме је постало синоним за популарну зоолошку литературу.

## Биографија
Алфред Брем је рођен у малом тириншком месту Рентендорф као син свештеника Кристијана Лудвига Брема и његове друге жене Берте. Кристијан Лудвиг Брем је био познат орнитолог и колекционар препарираних птица. Колекција је бројала преко 9.000 мртвих птица и омогућавала је брз преглед птица које су насељавале Европу. Очева истраживања су заинтересовала Брема за зоологију, али је пре тога желео да постане архитекта.
У пролеће 1844. почео је да учи за зидара у Алтенбургу. Ту је наставио своје студије до септембра 1846, када је отишао у Дрезден како би студирао архитектуру; ипак престао је након две семестра због познатог орнитолога Јохана Вилхелма фон Милера, који је тражио сараднике за експедицију у Африку. Брем се придружио екпесицији 31. маја 1847. као секретар и асистент фон Милеру. Експедиција га је одвела у Египат, Судан и на Синајско полуострво. Открића која је начинио су била толико важна да је у 20. години постао члан немачке академије природњака Леополдина.
Након свог повратка 1853. почео је да учи природне науке на Универзитету Јена. Дипломирао је након четири семестра 1855, а 1856. је са братом Рајнхалдом кренуо на двогодишње путовање у Шпанију. Касније се преселио у Лајпциг, где је радио као независан писац и написао је многобројне чланке за Гартенлаубе и друге часописе. Поред овога, путовао је у Норвешку и Лапонију 1860.
Маја 1861. Брем се оженио рођаком Матилдом Рајц, са којом је имао петоро деце. Пошто је желео да путује, 1862. је прихватио позив војводе Ернста II Саксокобуршког да га прати на његово путовање у Абисинију. Затим је Брем путовао у Африку, као и Скандинавију и Сибир. Његови есеји и извештаји са експедиција о животињском свету је било добро примљено код образоване буржоазије. Због овога је унајмљен од стране уредника Библиографског института Хермана Јулиуса Мајера да напише књигу из више томова о животињском свету. Ова књига је постала позната широм света као Бремов живот животиња.
Бремов живот је био пун писања, научних експедиција и предавања. Упркос томе, године 1862, је прихватио место првог директора Зоолошког врта у Хамбургу, и на том положају је остао до 1867. После тога је прешао у Берлин, где је отворио акваријум. У акваријуму је био запослен до 1874. У зиму 1883/1884.. Брем је планирао предавања у САД. Убрзо након његовог одласка, четворо његове деце је оболело од дифтерије. Пошто није могао да приушти себи да раскине уговор, Брем, који је био удовац од 1878, је наставио са предавањима. Крајем јануара је примио вест о смрти најмлађег сина. Ова вест је Брему тешко пала и вратила му се маларија, коју је зарадио у Африци током експедиција. 11. маја 1884. се вратио у Берлин. Како би пронашао свој мир, вратио се у свој родни Рентендорф, где је умро 11. новембра 1884. Данас се Бремов меморијални музеј налази у овом месту.

## Одабрани радови
- Бремов живот животиња
- (1855)
- (1863)